# باگاتل (موسیقی)
باگاتِل (به فرانسوی: Bagatelle) یک قطعهٔ کوتاهِ موسیقی است که معمولاً برای پیانو تصنیف شده‌است. باگاتل معمولاً سبک و ملایم است.
کلمهٔ «باگاتل» از نظر تحت‌اللفظی به‌معنی «یک تصنیفِ سازیِ بی‌تکلفِ کوتاه» است.
باگاتل معمولاً برای پیانوی تنها ساخته می‌شود، اما برای دونوازی پیانو، هارپسیکورد، چنگ، ارگ، گیتار کلاسیک، ویبرافون، ابوا (مستقل)، کلارینت، ویولن، ویولا، فرم‌های مختلفِ موسیقی مجلسی، ارکستر، گروه موسیقی، دوئتِ آواز و پیانو، و یک گروه گروه کُرِ آکاپِلا نیز تصنیف شده‌ است.

## نخستین باگاتلِ شناخته‌شده
فرانسوا کوپِرَن (۱۶۶۸–۱۷۳۳) نخستین کسی است که
اصطلاحِ «باگاتل» را ویژهٔ یک اثرِ موسیقایی به‌کار برده‌است. او در دهمین اثرش برای هارپسیکورد، به سال ۱۷۱۷، یک روندو را «باگاتل‌ها» (به فرانسوی: Les bagatelles) نامیده‌است.

## معروف‌ترین باگاتل
معروف‌ترین باگاتلِ جهان ازآنِ لودویگ فان بتهوون است. باگاتل شمارهٔ ۲۵ در لا مینور، وو ۵۹، معروف به برای الیزه (به [Für Elise] Error: {{Lang-xx}}: متن دارای نشانه‌گذاری ایتالیک است (راهنما)) قطعه‌ای محبوب و تقریباً سه‌دقیقه‌ای برای پیانو است.
بتهوون «برای الیزه» را در حدود سال ۱۸۱۰، یعنی در ۴۰سالگی، تصنیف کرد. این اثر هرگز در زمان زندگی آهنگ‌ساز منتشر نشد و نخستین بار در سال ۱۸۶۷، یعنی ۴۰ سال پس از مرگ وی، منتشر گردید. به گفتهٔ لودویگ نول، یابندهٔ قطعه، عبارتِ «برای الیزه در ۲۷ آوریل به‌عنوان یادگاری از ل. ف. بتهوون» در متن دست‌نویس که اکنون گم شده‌است، نوشته شده بوده‌است. امروزه هویت دقیق «الیزه» مشخص نیست؛ البته برخی پژوهشگران احتمال می‌دهند که الیزه، ترزه مالفاتی، دوستِ نزدیکِ بتهوون بوده‌است.